# دستگاه تصفیه هوا

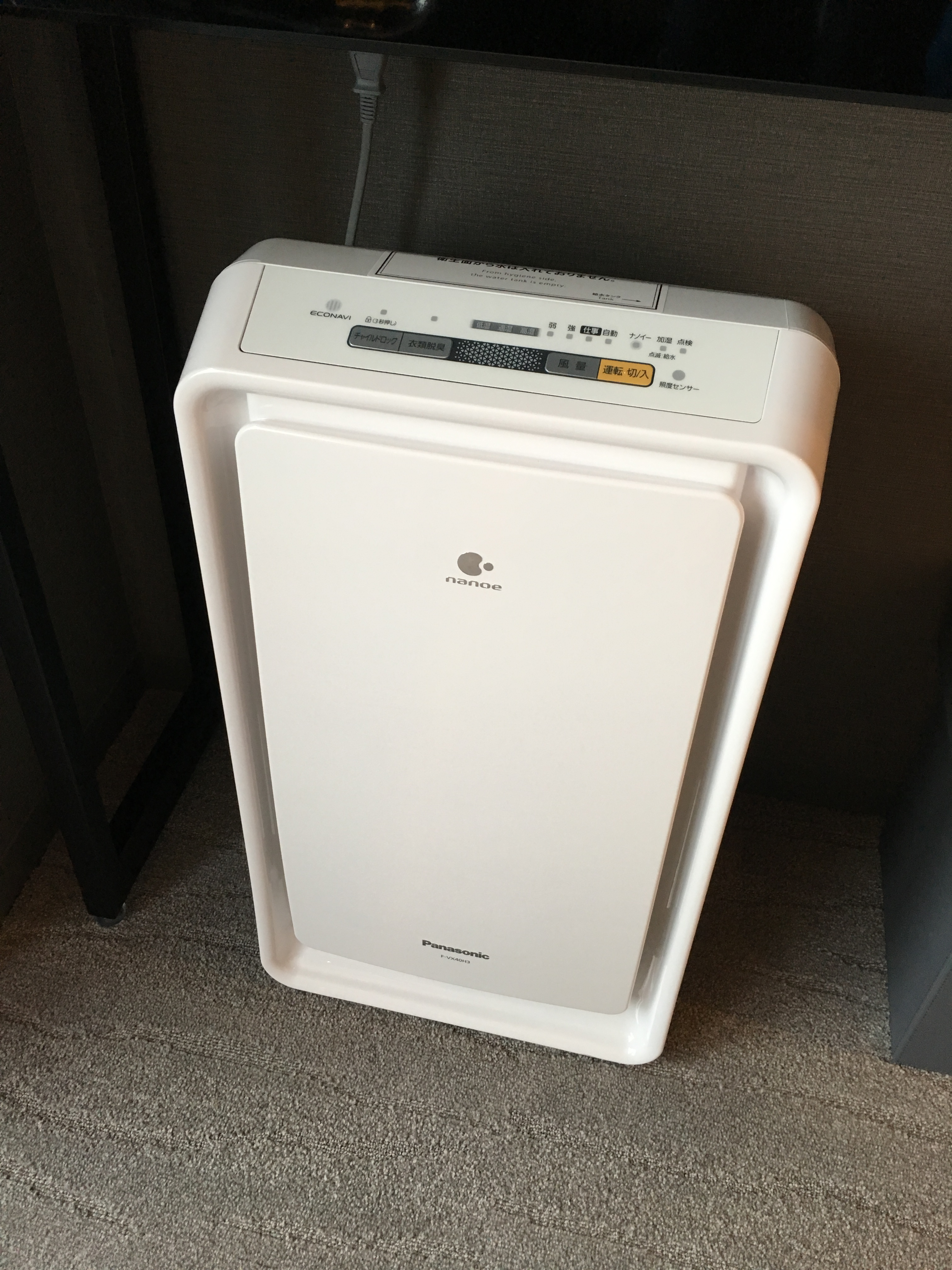
یک دستگاه تصفیه هوا که زیر یک میز قرار داده شده است

دستگاه تصفیه هوا وسیله‌ای است که آلودگی‌های هوا را حذف می‌کند. این وسایل عموماً به عنوان دستگاهی سودمند برای افراد مبتلا به آلرژی و آسم، همچنین از بین بردن دود سیگار به بازار عرضه شده‌است. انواع تجاری دستگاه تصفیه هوا به صورت کوچک و مستقل یا در ابعاد بزرگتر که در دستگاه‌های تهویه مطبوع در صنایع پزشکی، صنعتی و تجاری مورد استفاده قرار می‌گیرند.

## موارد استفاده و مزایای دستگاه تصفیه هوا
گرد و غبار، گرده گیاهان، شوره حیوانات خانگی، هاگ قارچ‌ها و… می‌توانند به عنوان آلرژی عمل کنند. تحریک آلرژی در افراد حساس، ذرات دود و ترکیبات آلی فرار (VOCs) می‌تواند یک خطر برای سلامتی محسوب می‌شود. قرارگیری در معرض ترکیبات مختلف مانند ترکیبات آلی فرار احتمال بروز علائم سندرم ساختمان را افزایش می‌دهد.

## روش‌های تصفیه
تصفیه هوا به روش‌های گوناگونی قابل انجام است. معمولاً استفاده از فیلتراسیون (فیلتر هپا و کربن اکتیو) بی‌خطرترین روش هستند زیرا هیچ محصول جانبی به هوا استفاده نمی‌کنند. اما سایر روش‌ها مانند روش‌های تولید اوزون، یونیزاسیون، الکترواستاتیک و پلاسما، لامپ یو وی و فوتوکاتالیتیک، روش‌هایی هستند که با استفاده از فعال و انفعالات شیمیایی یا اضافه کردن ذرات و گاز به هوا، عمل تصفیه را انجام می‌دهند. سازمان حفاظت محیط زیست آمریکا و سازمان جهانی بهداشت هیچ‌کدام از روش‌های غیر از فیلتراسیون را توصیه نمی‌کنند.
تصفیه هوا به روش تولید یون منفی، یا یونیزاسیون منفی هوا. در تشریح عملکرد دستگاه با مکانیزم یون ژنراتور، با ایجاد فشار منفی و انتشار الکترون‌های منفی در هوا، در اماکن سربسته باعث تجزیه و از بین رفتن ویروس باکتری قارچ و سایر آلاینده‌ها می‌شود. دقیقاً به مانند عملکرد آنتی‌اکسیدان‌ها در داخل بدن که الکترونی را کم دارند و با پیوستن به بار مثبت ویروس و باکتری در داخل بدن باعث تجزیه آنها در بدنمان می‌شوند، اماکنی که مجهز به سیستم یونیزاسیونِ تصفیه هوا یون منقی هستند، با انتشار یون منفی و ایجاد فشار منفی در هوای آن محیط که باعث چسبیدن ذرات منفی به بار مثبت ویروس‌ها باکتری‌ها و آلاینده‌ها می‌شوند.

## انواع فیلتر
فیلترها خود دارای انواع مختلفی هستند.
- فیلتر هپا HEPA
- فیلتر کربن CARBON
- ژنراتور یونی یا فیلتر TIO2
- اشعه ماوراء بنفش UV

فیلتر هپا از کلاس H13 بر اساس استاندارد EN1822 ذرات هوا تا اندازه ۰٫۳ میکرون را با راندمان ۹۹٫۹۷٪ حذف می‌کنند. این فیلترها بخش زیادی از آلودگی‌های مربوط به ذرات معلق هوا را حذف می‌کنند. دارندگان این فیلتر، باید گواهی مبتنی بر استاندارد بودن فیلتر خود را ارائه کنند.
فیلتر کربن اکتیو: این فیلتر برای جذب آلودگی‌هایی که به شکل گاز در غبارهوا وجود دارد استفاده می‌شود. معمولاً فیلتر کربن فعال برای جذب بوهای اضافه نیز مؤثر است.
ژنراتور یونی یا فیلتر TIO2: این فیلتر که به آن ژنراتور یونی می‌گویند نوعی از فن آوری تمیز کنندهٔ هوا می بشد که باعث پراکنده شدن یون‌های منفی در هوا می‌شود. اما این فن آوری مشکلاتی نیز بهمراه دارد، از آن جمله: باعث سردرد، افسردگی و سستی بدن را می‌توان اشاره کرد.
روش تولید یون منفی در دستگاه تصفیه هوا:
برای این کار از یک میله الکترود که به جریان برق متصل است استفاده می‌کنند. این روش باعث جذب یون مثبت به منفی می‌شود و به این ترتیب یون‌ها با چسبیدن به ذرات معلق آنها را خنثی می‌کنند.
اشعه ماوراء بنفش یا UV: نوری نامرئی است که به میکروب‌ها و باکتری‌ها و ویروس‌ها در هوا حمله می‌کند و باعث خنثی شدن آنها می‌شود. نور لامپ اشعه ماوراء بنفش برای چشم انسان ضرری ندارد.
فیلتراسیون سه مرحله ای: بر اساس روند کلی طراحی دستگاه‌های تصفیه هوا بنظر می‌رسد بهترین ترکیب فیلتر برای یک دستگاه خانگی شامل یک پیش فیلتر ذرات معلق درشت، یک فیلتر کربن اکتیو برای بو و گازهای شیمیایی و در نهایت یک فیلتر هپا برای ذرات معلق بسیار ریز می‌باشد.
این فیلتراسیون سه مرحله ای نام دارد و یک دستگاه قوی می‌تواند از این چیدمان فیلتر در دو سمت مکش بهره ببرد و ظرفیت و عمر فیلترها را بالاببرد. ولی بر خلاف بسیاری از تبلیغات تعداد مراحل بالای فیلتراسیون اصلاً لازم نیست و بسیاری از این فیلترها منجر به هیچ گونه بهبود واقعی در کیفیت هوا نمی‌شوند.

## انواع تصفیه هوا
- تصفیه هوا برای اماکن بزرگ
- تصفیه هوا خانگی و و اماکن متوسط
- تصفیه هوا برای اتاق خواب و کودک
- تصفیه هوای خودرویی